# Quaker City
Le village américain de Quaker City est situé dans le comté de Guernsey, dans l’Ohio. Lors du recensement de 2010, il comptait 502 habitants.